# Sinécure
Une sinécure est, au Moyen Âge, un bénéfice ecclésiastique (beneficium sine cura) accordé à un clerc pour lui permettre d'effectuer un travail de recherche sans avoir à assurer de services religieux. Ultérieurement, l'expression désigne un emploi ou une charge qui n'implique aucun travail effectif.
Ce mot est utilisé dans l'expression française « Ce n'est pas une sinécure » pour qualifier une lourde charge de travail, souvent désagréable, se réalisant avec beaucoup d'efforts.

## Exemple d'utilisation
- En 1975, Renaud dans la chanson Hexagone de l'album Amoureux de Paname :

« Être né sous l'signe de l'hexagone, 

c'est vraiment pas une sinécure,

et le roi des cons, sur son trône,

il est français, ça j'en suis sûr. »

- « Hé bah allez, une journée d’plus en moins. On va aller dormir et pi demain on recommence. Je peux vous dire que tavernier, c'est pas une sinécure. » de Alain Chapuis dans Kaamelott, Livre I, 28 : La botte secrète, écrit par Alexandre Astier[3].
- « L'affaire Fillon a braqué le projecteur sur ce métier jusque-là discret [assistant parlementaire], laissant l'impression d'une sinécure grassement payée. » Libération, 20 février 2017[4].
- « Le Monopole, on le voit, est une Espèce du Genre Spoliation. Il y a plusieurs Variétés, entre autres la Sinécure, le Privilège, la Restriction. » Frédéric Bastiat, Sophismes économiques.